# Feed (film, 2022)
Pour les articles homonymes, voir Feed et Feed (film).
Ne doit pas être confondu avec Feed (film, 2005).
Pour plus de détails, voir Fiche technique et Distribution.
Feed est un film d'horreur  suédois réalisé par Johannes Persson et sorti en 2022. Il est distribué par Nordisk Film.
Le film a remporté le prix du public au Prix Guldbagge (Guldbaggegalan) 2023.

## Intrigue
Elin suit son petit ami influenceur et ses amis influenceurs pour un week-end tous frais payés dans un « camping écologique » nouvellement établi sur une petite île. Avant de les laisser sur l'île pour la nuit, le propriétaire leur parle de Märit la sorcière, une femme punie pour sorcellerie dans les années 1600 qui porte un masque de fer et hante la région. Bientôt, une nuit de fête et de plaisir se transforme en cauchemar pour le groupe, abandonnés sur l'île.

## Fiche technique
- Titre original : Feed
- Réalisation : Johannes Persson
- Scénario : Paolo Vacirca, Henry Stenberg, Filip Hammarström
- Photographie : Hanna Kriisa
- Montage : Mattias Håkansson, Johan Serrander
- Musique : Oscar Fogelström
- Costumes : Sera Cederberg
- Production : Alexander Eriksson, Joakim Lundell, Paolo Vacirca
- Sociétés de production :
- Pays de production : Suède
- Langue originale : suédois
- Format : couleur
- Genre : horreur
- Durée : 104 minutes
- Dates de sortie[4] :
  - Suède : 2022

## Distribution
- Molly Nutley : Elin
- Sofia Kappel : Josefin
- Vincent Grahl : Dimman
- Joel Lützow : Jens
- Emelina Rosenstielke : Ava
- Amanda Lindh : Kirsten
- Michael Odhag : Ulf
- Annica Liljeblad : Ragnhild
- Emma Suki : Nikolina Kostov
- Bella Klaus : Tourist (uncredited)

## Récompenses et distinctions
- Prix Guldbagge 2023 : prix du public pour Joakim Lundell, Paolo Vacirca et Alexander Eriksson[5]